# Smilax glauca
Smilax glauca är en enhjärtbladig växtart som beskrevs av Thomas Walter. Smilax glauca ingår i släktet Smilax och familjen Smilacaceae. Inga underarter finns listade.

## Bildgalleri

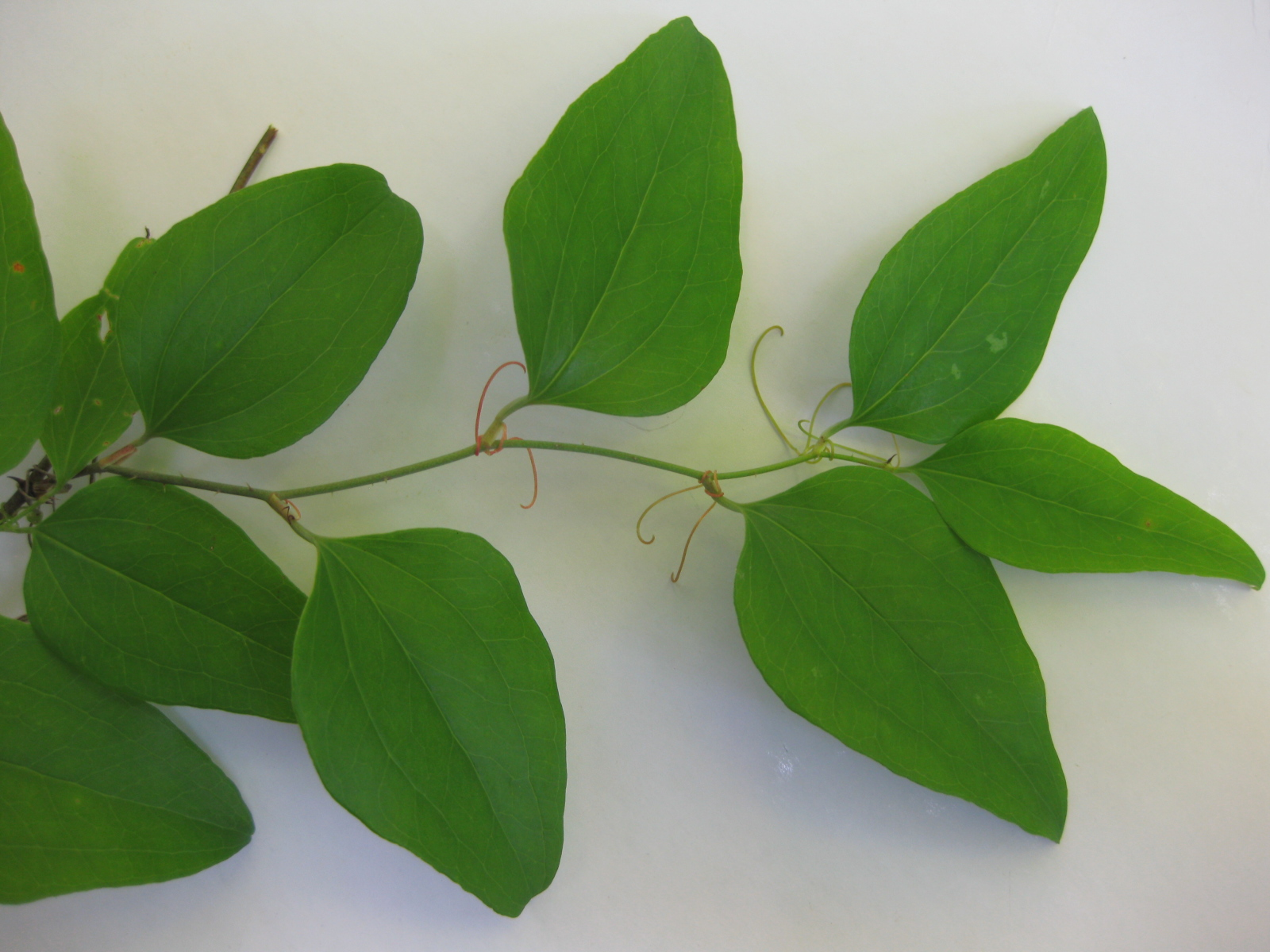
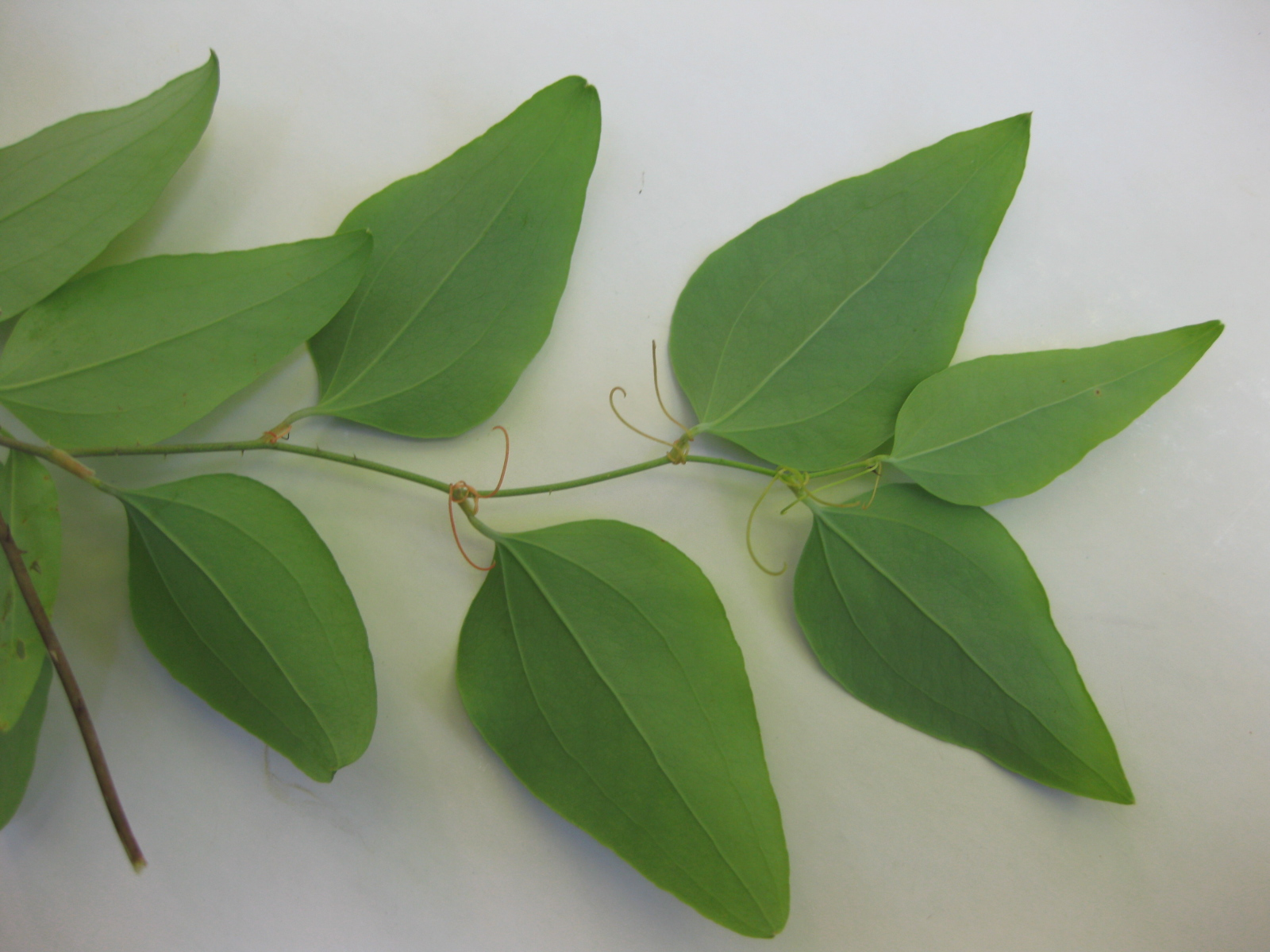